# Akihiko Dōmoto
 (novembre 2021).
Si vous disposez d'ouvrages ou d'articles de référence ou si vous connaissez des sites web de qualité traitant du thème abordé ici, merci de compléter l'article en donnant les références utiles à sa vérifiabilité et en les liant à la section « Notes et références ».
Pour les articles homonymes, voir Dōmoto.
Akihiko Dōmoto (堂本昭彦, Dōmoto Akihiko) est un journaliste japonais, né à Kumamoto, en 1937.

## Biographie
Akihiko Dōmoto est diplômé de l'université Waseda. Il est journaliste indépendant et critique littéraire.
Il est l'auteur d'ouvrages sur le kendo :
- La Quête du kendo : le bel âge de l'Académie Shudo ;
- Le Roman du Yushinkan ;
- Chronique de l'évolution des kenshis ;
- Un diable d'homme : la saga kendo du professeur Nakakura Kiyoshi.